# Federació Centreafricana de Futbol
La Federació Centreafricana de Futbol (FCF) —en francès: Fédération Centrafricaine de Football— és la institució que regeix el futbol a la República Centreafricana. Agrupa tots els clubs de futbol del país i es fa càrrec de l'organització de la Lliga centreafricana de futbol i la Copa. També és titular de la Selecció de futbol de la República Centreafricana absoluta i les de les altres categories.
Va ser formada el 1961.
- Afiliació a la FIFA: 1964
- Afiliació a la CAF: 1968[3]